# Garada (département)
Le département de Garada est un des cinq départements composant la province du Guéra au Tchad. Son chef-lieu est Melfi.

## Subdivisions
Le département de Garada compte quatre sous-préfectures qui ont le statut de communes :
- Melfi,
- Goguimi,
- Ali-Dinar,
- Mokofi.

## Histoire
Le département de Garada a été créé par l'ordonnance n° 038/PR/2018 portant création des unités administratives et des collectivités autonomes du 10 août 2018.

## Administration
Préfets de Garada (depuis 2018)
- nd.